# Herbert Tschäpe
Herbert Tschäpe (* 15. Januar 1913 in Berlin-Schöneberg; † 27. November 1944 in Brandenburg-Görden) war ein deutscher Widerstandskämpfer gegen den Nationalsozialismus und Kommunist.

## Leben
Herbert Tschäpe stammte aus einem sozialdemokratischen Elternhaus. Er besuchte eine Oberrealschule, die er aus finanziellen Gründen nach der 10. Klasse verlassen musste, weil seine Eltern das weitere Schulgeld nicht aufbringen konnten. Er wurde Bauarbeiter und absolvierte eine Lehre zum Zimmermann. Nachdem er bereits der Sozialistischen Arbeiter-Jugend und den Roten Falken angehört hatte, schloss er sich 1930 dem KJVD und der KPD an.
Tschäpe leitete danach den KJVD-Unterbezirk Neukölln und war als Parteifunktionär für Agitation und Propaganda zuständig. Nach der Machtübernahme durch die Nationalsozialisten setzte er seine Parteiarbeit in der Illegalität fort und wurde Politischer Leiter des KPD-Unterbezirks Neukölln. Im Dezember 1933 wurde Tschäpe verhaftet und zu einem Jahr Haft verurteilt. Nach der Haftentlassung war er für die KPD in Berlin-Charlottenburg konspirativ tätig. Da ihm im Februar 1936 eine erneute Verhaftung drohte, emigrierte er auf Weisung der KPD in die Tschechoslowakei, wo er 1936 in Prag unter dem Decknamen Benno tätig war.
Im Frühjahr 1937 gelangte Tschäpe nach Spanien, wo er als Freiwilliger im Spanischen Bürgerkrieg in den Internationalen Brigaden gegen die Errichtung einer faschistischen Diktatur kämpfte. Zunächst gehörte er dem Bataillon „Edgar Andre“ an und wurde danach politischer Delegierter und später Politkommissar im Bataillon „Hans Beimler“ der XI. Internationalen Brigade. Als MG-Schütze war er an verschiedenen Frontabschnitten eingesetzt und erreichte 1938 den Rang eines Hauptmanns. Nach der Niederlage der Internationalen Brigaden geriet Tschäpe im Februar 1939 in französische Internierungshaft. In den Lagern in Argelès, Saint-Cyprien und Gurs gehörte er zur Leitung der KPD-Lagergruppe.
Im April 1941 wurde er ans Deutsche Reich ausgeliefert und dort umgehend von der Gestapo verhaftet. Nach der Festnahme erfolgte Tschäpes Einweisung in das KZ Sachsenhausen. Von dort wurde er 1943 in das KZ-Außenlager Lichtenrade überstellt, aus dem er am 22. April 1944 durch die Hilfe seiner Lebensgefährtin Lisa Walter entweichen konnte. Tschäpe ging erneut in den Untergrund und wurde Funktionär des Nationalkomitees Freies Deutschland für den Sektor Zivilarbeit. Er beteiligte sich zudem an Widerstandsaktionen der Saefkow-Jacob-Bästlein-Organisation. Im Juli 1944 wurde Tschäpe erneut durch die Gestapo verhaftet. Er wurde vor dem „Volksgerichtshof“ angeklagt (8 J 200/44 G = 1 H 286/44) und durch Urteil vom 24. Oktober 1944 wegen erschwerter Vorbereitung zum Hochverrat nach Art. 83 Abs. 3 StGB und wegen landesverräterischer Feindbegünstigung zum Tode und zu dauerhaftem Ehrverlust verurteilt. Das Urteil wurde Ende November 1944 vollstreckt und sein Leichnam auf dem Friedhof in Brandenburg beigesetzt.

## Ehrungen
Ihm zu Ehren besteht seit 1973 in Berlin-Lichtenberg die Herbert-Tschäpe-Straße. Seit der feierlichen Namensgebung am 31. Mai 1973 trägt die heutige Oberschule Blankenfelde-Mahlow den Namen Herbert Tschäpes, außerdem sind auch in Mahlow eine Straße und die an ihr gelegene Grundschule nach ihm benannt. Ein Zubringertrawler der „Artur Becker“-Baureihe erhielt ebenfalls seinen Namen. Auch das Transportbataillon später Bataillon Materielle Sicherstellung der 8. motorisierte Schützendivision der NVA trug seinen Namen.